# Carlos Pérez de Bricio
Carlos Pérez de Bricio Olariaga (Madrid, 31 de diciembre de 1927-Madrid, 16 de julio de 2022) fue un empresario, político y técnico de aduanas español. Desempeñó la cartera de Industria entre diciembre de 1975 y julio de 1977, durante los gobiernos de Carlos Arias Navarro y Adolfo Suárez.

## Biografía
Nacido el 31 de diciembre de 1927 en Madrid, ingresó como funcionario por oposición en la Escuela Técnica de Aduanas.
Fue preesidente del Comité Nomenclatura Aduanera Internacional en Bruselas (1967-1970), y posteriormente director general de Industrias Siderometarúrgicas y Navales del Ministerio de Industria (1969); y presidente de Mecánicas Asocidas, S.A. (1975). Con esta trayectoria como ejecutivo ligada en gran medida al sector del metal y como técnico de la administración en el comercio exterior, en diciembre de 1975 fue nombrado ministro de Industria, dentro del Consejo de Ministros presidido por Carlos Arias Navarro, en el Primer Gobierno de la Monarquía. Y posteriormente, procurador en Cortes en la X legislatura.
Tras su salida del gobierno, se convirtió en 1978 en miembro del Consejo de Administración de Cepsa, siendo designado posteriormente para las responsabilidades de consejero ejecutivo (1991); consejero delegado y presidente (1996); y finalmente, Presidente de Honor (2008-2022). 
Además, fue Presidente de la Sociedad para el Desarrollo Industrial de Extremadura SODIEX (1977); Presidente ejecutivo de la Unión de Empresas Siderúrgicas UNESID (1978); Presidente del Consejo de Administración de Celulosas de Asturias S.A.-CEASA (1978); Fundador y Presidente de la Confederación Española de Organizaciones Empresariales del Metal-CONFEMETAL (1978).
En 1979 fue nombrado vicepresidente de la Confederación Española de Organizaciones Empresariales (CEOE). Y ese mismo año, asumió la presidencia de la Asociación Nacional del Papel y Cartón. En 1981 fue Consejero Electivo del Estado; y Vicepresidente ejecutivo de la Sociedad Nacional de Industrias Aplicación Celulosa Española-SNIACE.
En 1984 recibió diversos nombramentos: presidente de las Asociaciones Nacionales de Fabricantes de Pasta, Papel y Cartón ASPAPEL; Vicepresidente de la Organización Europea de Industrias Metarúrgicas; Presidente de Industrias Químicas Textiles - INQUITEX; y presidente del Subcomité de siderúrgia de la Organización para la Cooperación y el Desarrollo Económicos - OCDE.
Tras más de treinta años en puestos directivos en Cepsa, se anunció su salida del Consejo de Administración para el 28 de junio de 2008, y se le designó «presidente de honor» de la compañía. Poco después se acordó su nombramiento como consejero de Banesto.

## Condecoraciones
- Gran Cruz del Mérito Naval, con distintivo blanco (1974)[9]
- Gran Cruz de la Real y Muy Distinguida Orden de Carlos III (1977)[10]
- Gran Cruz del Mérito Civil.[3]
- Encomienda de la Orden de Cisneros.[3]
- Oficial de la Legión de Honor francesa.[3]

| Predecesor: Alfonso Álvarez Miranda | Ministro de Industria Diciembre de 1975-julio de 1977 (III Gobierno Arias y I Gobierno Suárez) | Sucesor: Alberto Oliart Saussol |